# Chris Connor
Chris Connor (gebürtig: Mary Jean Loutsenhizer; * 8. November 1927 in Kansas City, Missouri; † 29. August 2009 in Toms River, Ocean County, New Jersey) war eine US-amerikanische Jazzsängerin.

## Leben
Chris Connor wurde in Kansas City, Missouri als Tochter von Clyde David Loutsenhizer und dessen Frau Mabel (geb. Shirley) geboren. Ihr Vater, ein Amateurviolinist, nahm sie mit zu Konzerten der Big Bands, die in der Stadt gastierten. Einen wichtigen Einfluss übte der Gesang von Anita O’Day aus. 1945 sang sie in einer Collegeband, 1949/50 kam sie nach New York und startete ihre Karriere als Sängerin der Vokalband von Claude Thornhill, den Snowflakes. Nach einem Gastspiel im Orchester von Jerry Wald übernahm sie 1952/53 den Gesangspart in der Band von Stan Kenton, dem sie von June Christy empfohlen worden war. Ab Juli 1953 arbeitete Connor als Solistin und nahm zahlreiche Platten zunächst für Bethlehem Records, dann ab 1955 für Atlantic Records auf. Die „Atlantic“-Jahre gelten als Höhepunkt ihres Werkes – in dieser Zeit entstand auch das Album Chris Connor Sings the George Gershwin Almanac Of Song (1957). Berühmt wurde sie mit dem Hit All About Ronnie. In dieser Zeit sang sie in den Bands von Ralph Burns, Ralph Sharon, Richard Wess, Jimmy Jones, Al Cohn, Don Sebesky und Maynard Ferguson. Ihre erfolgreiche Zeit bei Atlantic Records währte bis 1962.
Nach Ansicht der Autoren des Penguin Guide to Jazz ist sie „die“ Cool-Sängerin „par excellence“.

## Diskografie(Auswahl)
- 1949 Claude Thornhill And His Orchestra: Snowfall (Fresh Sounds Rec.)
- 1953 All About Ronnie (Giants of Jazz) – Compilation ihrer Aufnahmen mit dem Stan Kenton und dem Sy Oliver Orchestra, sowie Aufnahmen von 1954 mit dem Vinnie Burke Quartet, der Ralph Sharon Group, mit Kai Winding, J. J. Johnson, Herbie Mann, Clark Terry, Barry Galbraith, George Duvivier und Osie Johnson
- 1955 Chris Connor Sings Lullaby of Birdland (Bethlehem Records) mit Ellis Larkins Trio
- 1956 Chris Connor (Atlantic Records) mit Zoot Sims, John Lewis, Milt Hinton, Oscar Pettiford und dem Ralph Burns Orchestra
- 1957 Sings The George Gershwin Almanac Of Song (Atlantic) mit Al Cohn, Herbie Mann, Milt Jackson, Milt Hinton, Oscar Pettiford, Hank Jones, Osie Johnson
- 1960 This Is Chris (CTI) mit Herbie Mann, Milt Hinton, Kai Winding und J. J. Johnson
- 1961 Two’s A Company (Roulette) mit dem Maynard Ferguson Orchestra
- 1961 Free Spirits (Atlantic)
- 1963 Chris Connor At The Village Gate mit Ronnie Ball, Mundell Lowe, Richard Davis
- 1981 Lover Come Back To Me (Evidence) mit Fred Hersch
- 1986 Classic (Contemporary) mit Claudio Roditi, Paquito D’Rivera
- 1987 New Again (Contemporary)
- 1991 As Time Go By (Enja) mit Hank Jones, George Mraz
- 2001 Haunted Heart (High Note)